# Tommy Knarvik
Tommy Knarvik (Bergen, 1º novembre 1979) è un allenatore di calcio ed ex calciatore norvegese, di ruolo centrocampista.

## Carriera

### Giocatore

#### Club

##### Leeds
Knarvik giocò con la maglia dello Skjergard, prima di trasferirsi agli inglesi del Leeds, con cui vinse la FA Youth Cup 1996-97. Fu anche premiato come "Giovane calciatore dell'anno del Leeds", nonostante la concorrenza di promesse come Jonathan Woodgate ed Harry Kewell, che in futuro ebbero maggiore spazio nel club. Giocò soltanto una partita per la prima squadra, quando subentrò al connazionale Gunnar Halle nel successo per 1-5 sul campo del Portsmouth, nella FA Cup 1998-1999. Subì poi un grave infortunio, che non gli permise di giocare altri incontri ufficiali per il Leeds. A maggio 2000, il suo contratto venne rescisso.

##### Brann
Svincolato, fu così ingaggiato dal Brann. Esordì per il nuovo club in data 28 giugno, quando fu titolare nella sfida contro lo Stord, in un match valido per l'edizione stagionale della Coppa di Norvegia e vinto per 2-0. Il 2 luglio debuttò anche nell'Eliteserien, nel successo per 2-4 sullo Haugesund. Il primo gol per il club lo segnò nell'edizione seguente della Coppa di Norvegia: fu sua, infatti, la rete che fissò il punteggio sul definitivo 0-4 sullo FK Arendal, in data 9 maggio 2001. Il 24 maggio andò in rete per la prima volta nella massima divisione norvegese, nella vittoria per 8-1 sullo Stabæk. Nella stessa stagione, fu impiegato come attaccante e diede un buon contributo alla squadra, pur partendo spesso dalla panchina.
L'anno seguente, si affermò come uno dei calciatori più importanti del Brann. Al contrario, il campionato 2003 fu deludente e Knarvik fu spesso lasciato tra le riserve.

##### Bryne
Nel corso del 2004, fu ceduto in prestito al Bryne, in 1. divisjon. Giocò il primo match con questa maglia in data 22 agosto, partita nella quale il Vard Haugesund vinse per 2-0. Giocò 6 incontri in squadra. Al termine del prestito, il contratto che lo legava al Brann giunse alla scadenza e non fu rinnovato, così si ritrovò svincolato.

##### Sogndal
Nel 2005, fu ingaggiato dal Sogndal, sempre nella 1. divisjon. Esordì da titolare nel successo per 3-1 sul Kongsvinger. Il 13 agosto siglò la prima e unica rete in campionato con questa maglia, ai danni del Løv-Ham: contribuì alla vittoria per 4-0 della sua squadra. L'esperienza al Sogndal fu comunque deludente.

##### Sandefjord
L'anno seguente, passò al Sandefjord. Debuttò il 9 aprile, nel pareggio a reti inviolate contro lo Stabæk. Il 10 maggio realizzò il primo gol, nella sfida vinta per 0-4 sul campo del Larvik Turn nell'edizione stagionale della Coppa di Norvegia. Il 5 giugno arrivò anche la prima marcatura in campionato per il club: fu suo il gol nel pareggio per 1-1 contro lo Start. Con la sua squadra, arrivò anche in finale della coppa nazionale, in cui il Fredrikstad si impose per 3-0. Rimase in forza al Sandefjord per un biennio.

##### Tromsø
Il 14 novembre 2007, fu reso noto il suo passaggio al Tromsø, squadra a cui si legò con un contratto quadriennale. Nelle intenzioni del club, avrebbe dovuto prendere il posto di Lars Iver Strand, ceduto nella stessa sessione di mercato. Il primo match con la nuova maglia lo giocò il 30 marzo, nel pareggio per 1-1 in casa del Lillestrøm. Il 6 aprile andò a segno per la prima volta con questa squadra, siglando il gol del definitivo 2-0 sul Vålerenga. Giocò nel Tromsø per tre stagioni.

##### Viking
Il 12 marzo 2011 fu ufficializzato il suo trasferimento al Viking. Esordì il 19 marzo, sostituendo Yann-Erik de Lanlay nella sconfitta casalinga per 0-2 contro il Vålerenga. Il 9 gennaio 2012 fu annunciata la sua separazione dal club.

##### Bodø/Glimt
Il 12 gennaio si accordò allora con il Bodø/Glimt. Esordì il 9 aprile 2012, schierato titolare nel pareggio per 3-3 sul campo del Bærum, partita in cui trovò anche la via del gol. A fine stagione, la squadra partecipò alle qualificazioni all'Eliteserien, ma mancò la promozione.
Nel corso della preparazione in vista della stagione 2013, Knarvik subì un infortunio al tendine di Achille che lo tenne lontano dai campi da gioco per diversi mesi. Ritornò in squadra in estate e contribuì alla vittoria finale in campionato, nonché alla conseguente promozione. Il 31 marzo 2014, rescisse il contratto che lo legava al club.

#### Nazionale
Knarvik giocò 3 incontri per la Norvegia under 21. Debuttò il 14 agosto 2001, subentrando a Trond Fredrik Ludvigsen nel successo per 3-0 sulla Germania under 21.

### Dopo il ritiro
Il 3 aprile 2014, Knarvik si ritirò dal calcio giocato ed entrò nello staff tecnico del Nest-Sotra. Il 15 agosto successivo, lasciò l'incarico. Il 16 novembre 2014, diventò tecnico dello Stord, firmando un contratto valido dal 1º gennaio 2015. Lasciò l'incarico alla fine del 2016.
Il 9 dicembre 2020 è stato nominato nuovo allenatore dell'Øygarden: ha firmato un contratto triennale, valido a partire dal 1º gennaio 2021.

## Statistiche

### Presenze e reti nei club
| Stagione          | Club              | Campionato        | Campionato | Campionato | Coppe nazionali | Coppe nazionali | Coppe nazionali | Coppe continentali | Coppe continentali | Coppe continentali | Supercoppe | Supercoppe | Supercoppe | Totale | Totale |
| Stagione          | Club              | Comp              | Pres       | Reti       | Comp            | Pres            | Reti            | Comp               | Pres               | Reti               | Comp       | Pres       | Reti       | Pres   | Reti   |
| ----------------- | ----------------- | ----------------- | ---------- | ---------- | --------------- | --------------- | --------------- | ------------------ | ------------------ | ------------------ | ---------- | ---------- | ---------- | ------ | ------ |
| 1998-1999         | Leeds             | PL                | 0          | 0          | FACup+CdL       | 0+1             | 0               | CU                 | 0                  | 0                  | -          | -          | -          | 1      | 0      |
| 1999-2000         | Leeds             | PL                | 0          | 0          | FACup+CdL       | 0               | 0               | CU                 | 0                  | 0                  | -          | -          | -          | 0      | 0      |
| Totale Leeds      | Totale Leeds      | Totale Leeds      | 0          | 0          |                 | 1               | 0               |                    | 0                  | 0                  |            | -          | -          | 1      | 0      |
| giu.-dic. 2000    | Brann             | ES                | 9          | 0          | CN              | 2               | 0               | CU                 | 1                  | 0                  | -          | -          | -          | 12     | 0      |
| 2001              | Brann             | ES                | 19         | 5          | CN              | 4               | 4               | UCL                | 2                  | 0                  | -          | -          | -          | 25     | 5      |
| 2002              | Brann             | ES                | 24+2       | 5+1        | CN              | 3               | 3               | -                  | -                  | -                  | -          | -          | -          | 29     | 9      |
| 2003              | Brann             | ES                | 22         | 2          | CN              | 3               | 1               | -                  | -                  | -                  | -          | -          | -          | 25     | 3      |
| gen.-ago. 2004    | Brann             | ES                | 11         | 0          | CN              | 2               | 1               | -                  | -                  | -                  | -          | -          | -          | 25     | 3      |
| Totale Brann      | Totale Brann      | Totale Brann      | 85+2       | 12+1       |                 | 14              | 9               |                    | 3                  | 0                  |            | -          | -          | 104    | 22     |
| ago.-dic. 2004    | Bryne             | 1D                | 6          | 0          | CN              | ?               | ?               | -                  | -                  | -                  | -          | -          | -          | ?      | ?      |
| 2005              | Sogndal           | 1D                | 26         | 1          | CN              | ?               | ?               | -                  | -                  | -                  | -          | -          | -          | ?      | ?      |
| 2006              | Sandefjord        | ES                | 26         | 8          | CN              | 6               | 3               | -                  | -                  | -                  | -          | -          | -          | 32     | 11     |
| 2007              | Sandefjord        | ES                | 24         | 4          | CN              | 2               | 0               | -                  | -                  | -                  | -          | -          | -          | 26     | 4      |
| Totale Sandefjord | Totale Sandefjord | Totale Sandefjord | 50         | 12         |                 | 8               | 3               |                    | -                  | -                  |            | -          | -          | 58     | 15     |
| 2008              | Tromsø            | ES                | 26         | 4          | CN              | 4               | 1               | -                  | -                  | -                  | -          | -          | -          | 30     | 5      |
| 2009              | Tromsø            | ES                | 27         | 4          | CN              | 4               | 0               | UEL                | 6                  | 2                  | -          | -          | -          | 37     | 6      |
| 2010              | Tromsø            | ES                | 22         | 1          | CN              | 1               | 0               | -                  | -                  | -                  | -          | -          | -          | 31     | 4      |
| Totale Tromsø     | Totale Tromsø     | Totale Tromsø     | 75         | 9          |                 | 9               | 1               |                    | 6                  | 2                  |            | -          | -          | 90     | 12     |
| 2011              | Viking            | ES                | 13         | 0          | CN              | 1               | 0               | -                  | -                  | -                  | -          | -          | -          | 14     | 0      |
| 2012              | Bodø/Glimt        | 1D                | 30+2       | 8+0        | CN              | 4               | 1               | -                  | -                  | -                  | -          | -          | -          | 36     | 9      |
| 2013              | Bodø/Glimt        | 1D                | 3          | 0          | CN              | 1               | 0               | -                  | -                  | -                  | -          | -          | -          | 4      | 0      |
| mar. 2014         | Bodø/Glimt        | ES                | 0          | 0          | CN              | 0               | 0               | -                  | -                  | -                  | -          | -          | -          | 0      | 0      |
| Totale Bodø/Glimt | Totale Bodø/Glimt | Totale Bodø/Glimt | 33+2       | 8+0        |                 | 5               | 1               |                    | -                  | -                  |            | -          | -          | 40     | 9      |
| Totale            | Totale            | Totale            | 288+4      | 42+1       |                 | ?               | ?               |                    | 9                  | 2                  |            | -          | -          | ?      | ?      |

## Palmarès

### Giocatore

#### Competizioni giovanili
- FA Youth Cup: 1

Leeds United: 1996-1997